# 光药芨芨草
光药芨芨草（学名：Achnatherum psilantherum）为禾本科芨芨草属下的一个种。

## 扩展阅读
- 維基物種上的相關：光药芨芨草